# Alara (władca Kusz)
Alara – władca kuszycki około 780 – 760 p.n.e. Pierwszy potwierdzony w źródłach historycznych król Kusz. Zjednoczył górną Nubię i ustanowił stolicę w Napacie.
Alara nosił egipską tytulaturę na stelach Taharki z Kawy i Nastasena i był określany księciem, synem Re oraz królem. Teren jego władzy obejmował najprawdopodobniej rejon od III do IV katarakty nilowej.
Jego następcą był jego brat Kaszta, który rozpoczął ekspansję kuszycką na ziemie egipskie, uwieńczoną objęciem tronu faraona przez bratanka Alary Pianchiego, który zapoczątkował XXV dynastię.

## Tytulatura
| G39 | N5 |

| G39 | N5 |

| i | A1 | E23 · E23 | i |

| i | A1 | E23 · E23 | i |

| i | A1 | E23 · E23 | i |

| i | A1 | E23 · E23 | i |

| G39 | N5 |

| G39 | N5 |

| i | A1 | E23 · E23 | i |

| i | A1 | E23 · E23 | i |

| i | A1 | E23 · E23 | i |

| i | A1 | E23 · E23 | i |